# Rated-FT
A Rated-FT a dél-koreai F.T. Island együttes japán nyelvű stúdióalbuma, melyet 2013. június 12-én jelentetett meg a Warner Music Japan. A lemezen több olyan dal is található, amit az együttes tagjai írtak, név szerint a Time To, a Hold My Hand, a Black Chocolate és az Orange Sky. Az album harmadik helyen nyitott az Oricon napi listáján és vezette a Yamamoto Music Korea-Asia heti eladási listáját.

## Számlista
| #   | Cím                                               | Dalszöveg                                          | Zene                                                                                   | Hossz |
| --- | ------------------------------------------------- | -------------------------------------------------- | -------------------------------------------------------------------------------------- | ----- |
| 1.  | Beat It                                           | H.U.B.                                             | corin.                                                                                 | 03:18 |
| 2.  | Freedom                                           | Tarantula                                          | corin.                                                                                 | 03:32 |
| 3.  | Top Secret                                        | Maejamada Kenicsi (前山田健一)                     | corin.                                                                                 | 03:50 |
| 4.  | You Are My Life                                   | Gary Baker, Anthony Little, Frank Myers, Kenn Kato | Andrew Lane, Anthony Little                                                            | 03:47 |
| 5.  | Beloved                                           | Macui Goró (松井五郎)                              | I Dzsedzsin (Lee Jae-jin), Daichi                                                      | 04:28 |
| 6.  | Beautiful World                                   | Kenn Kato                                          | Cshö Dzsonghun (Choi Jong-hoon)                                                        | 04:28 |
| 7.  | Time to                                           | I Dzsedzsin (Lee Jae-jin)                          | I Dzsedzsin (Lee Jae-jin), VINYL HOUSE                                                 | 03:18 |
| 8.  | Hold My Hand                                      | Cshö Dzsonghun (Choi Jong-hoon)                    | Cshö Dzsonghun (Choi Jong-hoon), Han Szongho (Han Seong-ho), Sin Mingju (Shin Min-kyu) | 03:35 |
| 9.  | Black Chocolate                                   | I Honggi (Lee Hong-gi), Kenn Kato                  | I Honggi (Lee Hong-gi), R307                                                           | 03:25 |
| 10. | Polar Star                                        | Horikó Hiroki (堀向彦輝)                           | Horikó Hiroki                                                                          | 04:05 |
| 11. | オレンジ色の空 Orendzsi iro no szora (Orange Sky) | I Honggi (Lee Hong-gi), Kenn Kato                  | I Honggi (Lee Hong-gi), Han Szongho (Han Seong-ho), Csang Jongszu (Jang Young-soo)     | 04:49 |